# Liste des navires de la Garde côtière philippine

## Liste des navires actifs

### Ressource navale majeure
| Classe                                     | Photo                             | Type                              | Navires | Origine                           | Remarque |
| Navires de recherche et sauvetage          | Navires de recherche et sauvetage | Navires de recherche et sauvetage | Navires de recherche et sauvetage | Navires de recherche et sauvetage | Navires de recherche et sauvetage |
| ------------------------------------------ | --------------------------------- | --------------------------------- | --- | --------------------------------- | --- |
| classe Teresa Magbanua                     |                                   | Patrouilleur hauturier (OPV)      | BRP Teresa Magbanua (MRRV-9701) BRP Melchora Aquino (MRRV-9702) - | Japon                             | Deux navires de 97 mètres dérivés de la classe Kunigami construits au Japon par Mitsubishi Shipbuilding. Livrés en 2022. 5 autres navires commandés en 2023 avec l’assistance du gouvernement japonais.                                                       |
| OPV 270                                    |                                   | Patrouilleur hauturier (OPV)      | BRP Gabriela Silang (OPV-8301) | France                            | Construit par Ocea, Les Sables-d'Olonne. Navire de 84 mètres avec hélisurface. Livré le 18 décembre 2019. |
| Offshore Patrol 83                         |                                   | Patrouilleur hauturier (OPV)      | - - | Philippines                       | 3 navires commandés à Autral Philippines, devant être construits à Balamban, province de Cebu. |
| Classe San Juan                            |                                   | Patrouilleur                      | BRP San Juan (SAV 001) BRP EDSA II (SAV 002) BRP Pampanga (SAV 003) BRP Batangas (SAV 004) | Australie                         | Construit par Tenix (en). 4 navires de 56 mètres de long avec hélisurface . En service actif. |
| classe Parola                              |                                   | Patrouilleur                      | BRP Tubbataha (MRRV-4401) BRP Malabrigo (MRRV-4402) BRP Malapascua (MRRV-4403) BRP Capones (MRRV-4404) BRP Suluan (MRRV-4406) BRP Sindangan (MRRV-4407) BRP Cape San Agustin (MRRV-4408) BRP Cabra (MRRV-4409) BRP Bagacay (MRRV-4410) BRP Cape Engaño (MRRV-4411) | Japon                             | 10 navires de 44 mètres construits par Japan Marine United. En service actif. |
| Classe Ilocos Norte                        |                                   | Patrouilleur                      | BRP Ilocos Norte (SARV-3501) BRP Nueva Vizcaya (SARV-3502) BRP Romblon (SARV-3503) BRP Davao del Norte (SARV-3504) | Australie                         | Construit par Tenix (en). 4 navires de 35 mètres de long. En service actif. |
| Ocea FPB                                   |                                   | Patrouilleur rapide               | 40 unités prévues | France Philippines                | 40 patrouilleurs rapides (Fast Patrol Craft selon la désignation philippine) financés par une Aide Publique au Développement française de 25,8 milliards de PHP (environ 430 million d'euros). Jusqu'à 20 bateaux pourraient être construits aux philippines. |
| Navires de soutien                         |                                   |                                   | |                                   | |
| Ferry de 55 m                              |                                   | Navire humanitaire                | BRP Amelia Gordon | États-Unis                        | Le MV Amazing Grace est donné à la Garde côtière philippine par la Croix-Rouge philippine en février 2025. |
| Classe Corregidor                          |                                   | Baliseur                          | BRP Corregidor (AE-891) | Japon                             | Construit par Niigata Engineering. Mis en service le 3 février 1998 et est actuellement en service actif. |
| Type FS                                    |                                   | Baliseur                          | BRP Cape Bojeador (AE-46) | États-Unis                        | Construit par le Chantier naval Ingalls de Pascagoula. Ex-US Army FS 203 retiré du service. |
| Classe Balsam                              | BRP Kalinga                       | Baliseur                          | BRP Kalinga (AE-89) | États-Unis                        | Ex-USCGC Redbud (WLB-398) (en) construit par Marine Iron & SB Corp. Équipé d'une hélisurface et d'une étrave brise-glace. |
| Classe Habagat                             |                                   | Remorqueur océanique              | BRP Habagat (TB-271) | Japon                             | |
| Patrouilleur                               |                                   |                                   | |                                   | |
| Classe Boracay                             |                                   | Patrouilleur rapide               | BRP Boracay (FPB-2401) BRP Kalanggaman (FPB-2404) BRP Panglao (FPB-2402) BRP Malamawi (FPB-2403) | France                            | Construit par Ocea Les Sables-d'Olonne. 4 FPB (bateau de patrouille rapide) de 24 mètres livrés en 2018. |
| Classe Swift Mk.1                          |                                   | Patrouilleur rapide               | DF 300, DF 301, DF 302, DF 303 | États-Unis                        | |
| Classe Swift Mk.2                          |                                   | Patrouilleur rapide               | DF 305, DF 307, DF 308, DF-309, DF 310, DF 311, DF-312, DF 313, DF-314, DF-315, DF-316 | États-Unis                        | |
| Classe Swift Mk.3                          |                                   | Patrouilleur rapide               | DF 325, DF 326, DF 327, DF 328, DF 329, DF 330, DF 331, DF 332, DF 334, DF 347 | États-Unis                        | |
| Classe De Havilland 9209                   |                                   | Patrouilleur rapide               | DF 318 | Australie                         | |
| Type United States Coast Guard Cutter (en) |                                   | Patrouilleur                      | CGC 30, CGC 32, CGC 103, CGC 110, CGC 115, CGC 128, CGC 129, CGC 130, CGC 132, CGC 133, CGC 134, CGC 135, CGC 136 | États-Unis                        | Transféré de l'United States Navy. Utilisé pour le travail de la police portuaire. L'un d'eux a été retiré en 1994, les CGC 30, 32 et 128 étant actuellement non opérationnels.                                                                               |

### Ressource navale mineure
| Type                                                  | Photo | Navires | Origine                | Remarque |
| ----------------------------------------------------- | ----- | ------- | ---------------------- | --- |
| Embarcation d'interception haute vitesse de 12 mètres |       | 2       | Japon                  | 2 Yamaha High Speed Boat 1202 fourni par le Japon, destiné au Groupe des opérations spéciales.                             |
| Classe Defender                                       |       | 4       | États-Unis             | Acquis via le programme US FMS. Unités supplémentaires prévues pour la livraison.                                          |
| Voadeira                                              |       | 320     | Philippines            | Bateau à coque en aluminium utilisé dans les opérations de recherche et sauvetage et d'intervention en cas de catastrophe. |
| Bateau semi-rigide                                    |       | 93      | Plusieurs fournisseurs | Utilisé dans les opérations de recherche et sauvetage et d'intervention en cas de catastrophe.                             |
| Canot pneumatique                                     |       | 50      | Plusieurs fournisseurs | Utilisé dans les opérations de recherche et sauvetage et d'intervention en cas de catastrophe.                             |